# Suleiman Abdallah Schleifer
Suleiman Abdallah Schleifer, eigentlich Marc David Schleifer (* 1935; † 27. März 2025 in Kairo) war ein US-amerikanischer Dichter, Journalist und Professor der Amerikanischen Universität Kairo.

## Leben und Wirken
Schleifer wuchs in einer säkularen jüdischen Familie auf Long Island auf. Er studierte an der University of Pennsylvania, konvertierte zum Islam und wandte sich dem Sufismus zu.
Schleifer war ein Nahost-Experte und der Leiter des Kairoer Büros der National Broadcasting Company (NBC). Er interviewte zahlreiche Führer des Nahen Ostens, darunter Aiman az-Zawahiri, Jordaniens König Abdullah II. und den damaligen Kronprinzen Hamzah. Er war einer der 138 Unterzeichner des offenen Briefes „Ein gemeinsames Wort zwischen Uns und Euch“ (engl. A Common Word Between Us & You), den Persönlichkeiten des Islam an Führer christlicher Kirchen überall im Oktober 2007 sandten.
2006–2007 leitete er das Washingtoner Büro das Senders al-Arabiya. Er war Chefredakteur der Publikation The 500 Most Influential Muslims, die jährlich gemeinsam vom Prinz-al-Walid-bin-Talal-Zentrum für muslimisch-christliche Verständigung der Georgetown University und vom Royal Islamic Strategic Studies Centre von Jordanien herausgegeben wird.
Er war einer der Senior Fellows des Königlichen Aal al-Bayt Instituts für islamisches Denken (Royal Aal Al-Bayt Institute for Islamic Thought).
Er war mit Tayba Hassan al Khalifa Sharif verheiratet. Er starb im März 2025 in Kairo im Alter von 90 Jahren.

## Video
- Schleifer auf YouTube: History of Zionism, Israel and US Support